# Тимофеев, Сергей Викторович
Сергей Викторович Тимофеев (28 марта 1970, Люберцы — 21 ноября 1997, Люберцы) — советский и российский футболист, нападающий, полузащитник.

## Биография
С 1981 года воспитанник СДЮШОР-2 Люблинского РОНО. В 1986—1988 годах за дубль московского «Спартака» в 35 матчах забил 5 мячей. Сезон-1989 начал в составе ЦСКА, за который провёл две игры — 20 апреля в домашнем матче четвёртого тура первой лиги против «Кубани» (5:0) вышел на замену на 75-й минуте, 2 мая в гостевом матче 1/64 финала Кубка СССР против «Кяпаза» (1:0) был заменён на 61-й минуте. Остаток сезона провёл в фарм-клубе ЦСКА во второй лиге. В сезоне 1990/91 сыграл 4 матча в чемпионате Чехословакии за «ДАК Польнохосподар». В сезонах 1992/93 — 1993/94 провёл 11 матчей, забил два гола за немецкий «Аугсбург». В августе 1994 сыграл три игры в чемпионате России за «Торпедо». В матчах с «Текстильщиком» и «Динамо» Москва выходил на замену, в гостевой игре с «Крыльями Советов» был заменён уже на четвёртой минуте. Остаток сезона провёл в дубле — 9 матчей. Сезон-1995 начал в нижегородском «Локомотиве», но не сыграв ни одной игры перешёл в клуб второй лиги «Орехово», за который выступал также в 1997 году.
Играл за юношескую сборную СССР на чемпионате Европы 1986.
Скончался в ноябре 1997 в возрасте 27 лет из-за проблем с сердцем.